# De tre studenterna

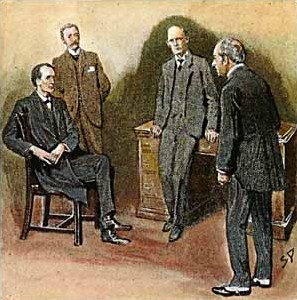
Holmes, Watson, Soames och Soames betjänt, Bannister.

De tre studenterna (engelska: The Adventure of the Three Students) är en av Sir Arthur Conan Doyles 56 noveller om detektiven Sherlock Holmes. Det är en av 13 noveller i novellsamlingen "The Return of Sherlock Holmes". 

## Handling
Holmes och doktor Watson befinner sig i en stor universitetsort (troligen Oxford eller Cambridge). En universitetslärare, mister  Hilton Soames, söker upp honom och berättar om en märklig händelse. Någon har varit inne på Soames kontor och tittat på proven som han stod i begrepp att ge sina studenter. Pappren återfanns på helt andra ställen än där Soames lagt dem då han lämnade sitt kontor, så någon måste ha läst dem. Någon hade också vässat sin penna på Soames kontor. Bland bevisen fanns också en märklig pyramidformad lerklump och en 7,5 centimeter lång reva i Soames skrivbord. 
Tre studenter är huvudmisstänkta.